# Gstöttenau
Gstöttenau  ist ein Ort im Eferdinger Becken in Oberösterreich, und
Ortschaft der Gemeinden Pupping und Hinzenbach im Bezirk Eferding.

## Geographie
Der Ort liegt etwa 2 Kilometer direkt nördlich von Eferding, unweit des Donauufers, auf um die 265 m ü. A. Gsöttenau erstreckt sich entlang der Aschach, deren Mündungsauen wenige hunderte Meter weiter beginnen, von der B 130 Nibelungen Straße (um km 2,5) südöstlich flussabwärts.
Die beiden Ortschaften umfassen etwa 60 Gebäude mit 209 Einwohnern.
Die Gegend gehört zur Austufe der naturlandschaftlichen Raumeinheit Eferdinger Becken.
Nachbarortschaften
| Pupping (Gem. Pupping)                            | Au bei Brandstatt (Gem. Pupping)            | Brandstatt (Gem. Pupping)        |
| Seebach (Gem. Hinzenbach) Leumühle (Gem. Pupping) | Kompassrose, die auf Nachbargemeinden zeigt | Au bei hohen Steg (Gem. Pupping) |
|                                                   | Waschpoint (Gem. Pupping)                   |                                  |

## Geschichte

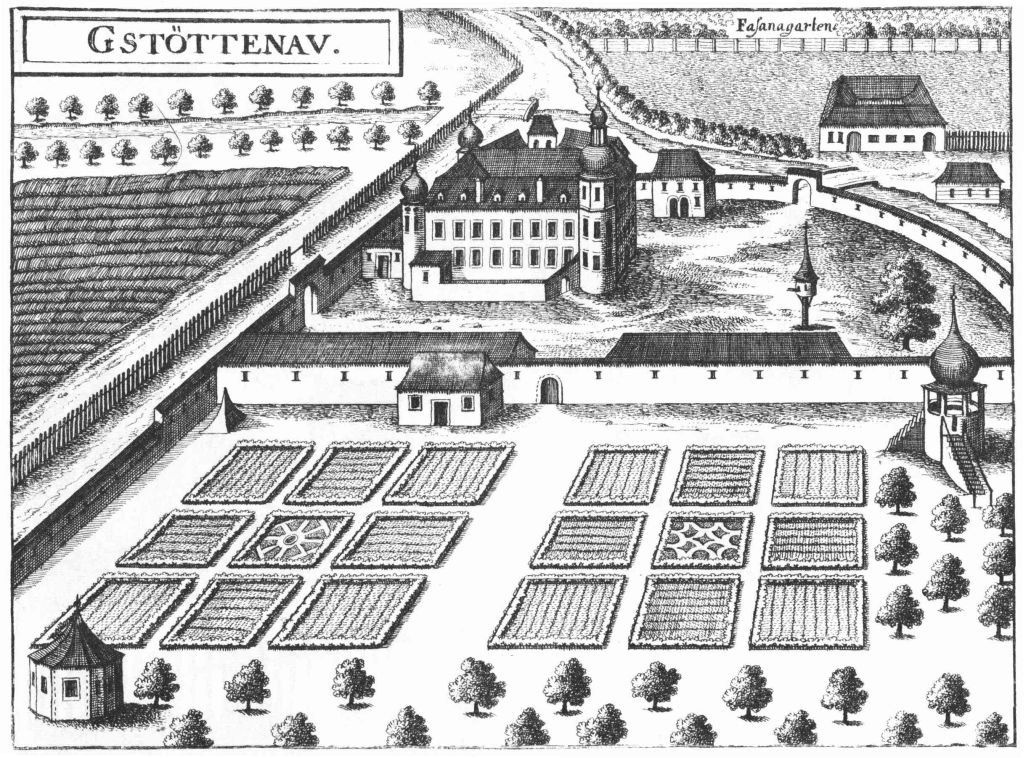
Schloss Gstöttenau (Stich von Georg Matthäus Vischer, 1674)

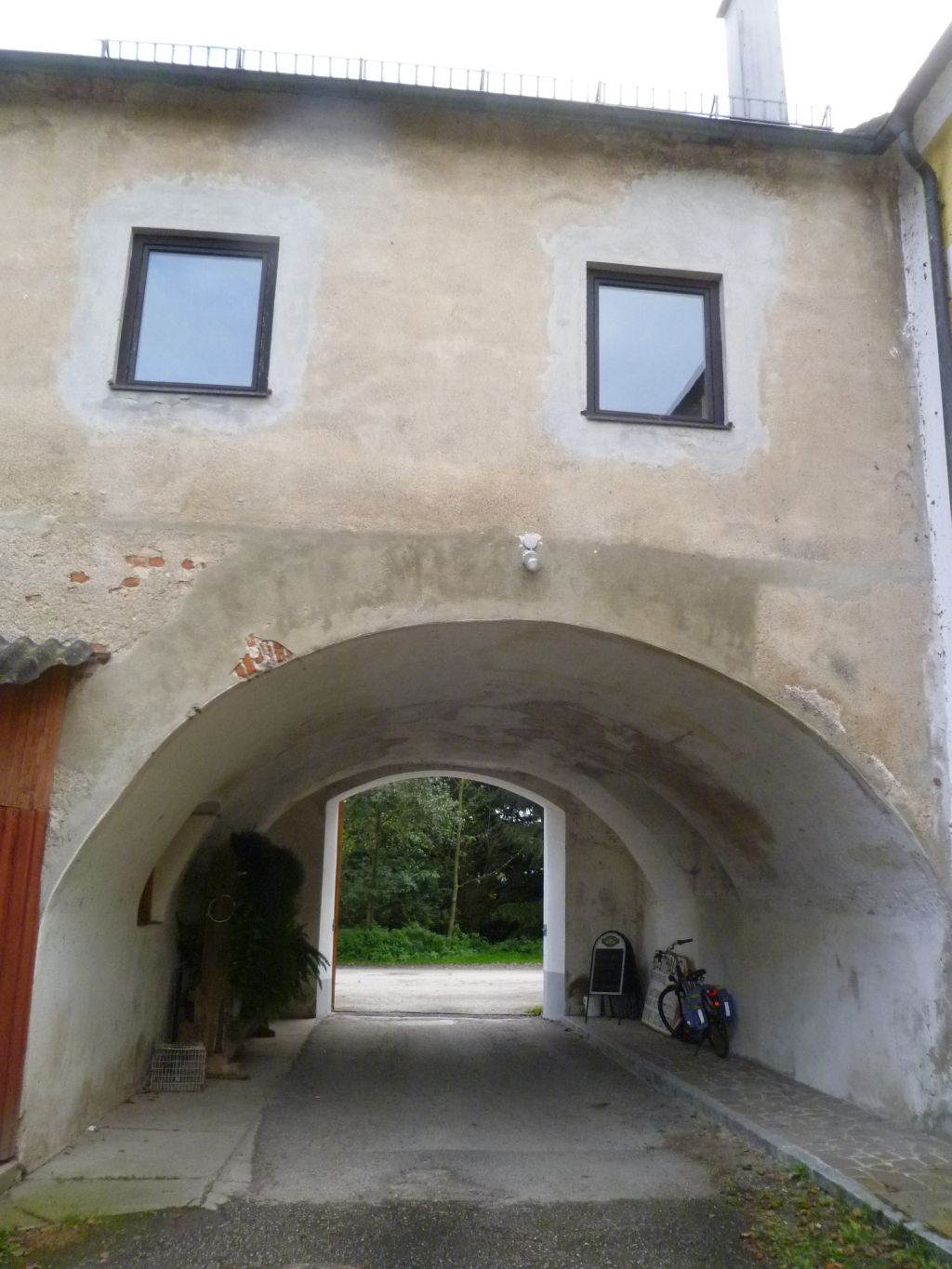
Gasthof Schickerbauer: Eingangsdurchfahrt

Hier wird das römische Kastell Ioviacum vermutet, was aber etwas umstritten ist, da Funde fehlen – plausibler erschiene das 1,2 km entfernte Kloster Pupping, wo tatsächlich römische Dachziegel gefunden wurden.
Um 1317 ist ein Gut zu Steten ob Everding beurkundet. Dietmar von Aistersheim soll es damals dem Stift Wilhering geschenkt haben. Ursprünglich hat das Gut den Schaunbergern gehört, zumindest scheint es im Schaunberger Urbar von 1371 auf. Schreibvarianten im Laufe der Zeit sind Gstettenau Gstättenau oder Gestettenau, Gestöttenau, der Ortsname kommt von Stätte ‚Ort‘ und -au ‚Au, Feuchtlandschaft‘.

Aus dem Mittelalter wird auch von einem Erdstall berichtet.
Das Schloss Gstöttenau, seinerzeit ein prachtvolles Landschloss mit weitläufigem Wirtschaftsgütern, dürfte erst im Barock erbaut worden sein: 1742 wird es als „ein schönes […] auf einer fruchtbaren ebene gelegenes und auf die neue art erbautes schloss“ genannt.
Ende des 16. Jahrhunderts war das Schloss im Besitz des Niklas Glötschl von Gallham (Götschlein von Gallhaimb) und ging dann über die von Sprinzenstein und von Hungersbach und anschließend die Praunfalk, 1620 an die Starhembergern, in deren Besitz das Anwesen bis 1934 verblieb. 1830 war das Schloss aber bereits zur Ruine geworden, und um 1884 teilweise, zwischen 1934 und 1936 bis auf die Grundmauern abgetragen. Heute sind nur mehr Baureste vorhanden, der frühere Meierhof bzw. das einstige Brauhaus ist jetzt das Gasthaus Schickerbauer.
Schon im Josephinismus waren um das Schloss Ansiedlungen entstanden, 1787 erscheint östlich des Schlosses und der Brauerei die Neue Welt und auch Bebauung südlich um die Fasanerie (Fasanlager).
Um 1820 hatte die Ortschaft schon 35 Häuser, 42 Wohnparteien und 164 Einwohner, und gehörte zur Pfarrkirche Eferding im Distriktskommissariat Efferding – heute gehört pfarrlich nurmehr der Südteil zu Eferding, der Nordteil zur Pfarrkirche Hartkirchen. Die Ostgrenze zum heutigen Brandstatt bildete ein inzwischen zugeschütteter Nebenarm der Donau, an den der Ortsname Au „bei hohen Steg“ als Übergang erinnert.
Der Hinzenbacher Ortsteil ist eine junge Siedlung, die entlang der B 130 entstand: diese schneidet hier ein Stück des alten zu Hinzenbach gehörigen Gestenauerfelds an.
|            | Krld. Österr. o.d.Enns (Kthm. Österr. / Österr.- Ugrn.) | Krld. Österr. o.d.Enns (Kthm. Österr. / Österr.- Ugrn.) | Krld. Österr. o.d.Enns (Kthm. Österr. / Österr.- Ugrn.) | Bld. Oberösterreich (Rep. Österr.) | Bld. Oberösterreich (Rep. Österr.) | Bld. Oberösterreich (Rep. Österr.) | Bld. Oberösterreich (Rep. Österr.) | Bld. Oberösterreich (Rep. Österr.) | Bld. Oberösterreich (Rep. Österr.) |
|            | 1809                                                    | 1825                                                    | 1869                                                    | 1951                               | 1961                               | 1971                               | 1981                               | 1991                               | 2001                               |
| gesamt     | –                                                       | 164                                                     | 187                                                     | 160                                | 196                                |                                    |                                    |                                    | 222                                |
| gesamt     | 34                                                      | 35                                                      | 33                                                      | 34                                 | 40                                 |                                    |                                    |                                    | 61                                 |
| Pupping    |                                                         |                                                         |                                                         |                                    |                                    | 159                                | 167                                | 178                                | 186                                |
| Pupping    |                                                         |                                                         |                                                         |                                    |                                    | 33                                 | 44                                 | 44                                 | 50                                 |
| Hinzenbach |                                                         |                                                         |                                                         |                                    |                                    |                                    |                                    |                                    | 36                                 |
| Hinzenbach |                                                         |                                                         |                                                         |                                    |                                    |                                    |                                    | 11                                 |                                    |

## Sehenswürdigkeiten
- Meierhof/Brauhaus Gstöttenau (heute Gasthaus Schickerbauer, Gstöttenau 3), diverse mittelalterliche Baureste des Schlosses